# 坂上康俊
坂上 康俊（さかうえ やすとし、 1955年10月31日 - ）は、日本の歴史学者。九州大学特任研究員。
九州大学名誉教授。専門は日本古代史（律令制度、日唐交渉史）。宮崎県出身。

## 経歴
- 1979年 東京大学文学部国史学科卒業
- 1983年 東京大学大学院人文科学研究科博士課程中途退学
- 1983年 東京大学文学部助手
- 1985年 九州大学文学部専任講師
- 1987年 九州大学文学部助教授
- 1999年 九州大学文学部教授
- 2002年 九州大学大学院人文科学研究院教授

## 著書

### 単著
- 『日本の歴史5 律令国家の転換と「日本」』（講談社、2001年）
- 『平城京の時代 シリーズ日本古代史 4』（岩波新書 2011年）
- 『摂関政治と地方社会（日本古代の歴史5）』（吉川弘文館、2015年）　ISBN　9784642064712
- 『唐法典と日本律令制（日本史学研究叢書）』（吉川弘文館、2023年）　ISBN　9784642046787

### 共著
- 『宮崎県史 通史編古代2』 （宮崎県、1998年）
- 『宮崎県の歴史』長津宗重,福島金治,大賀郁夫,西川誠共著 （山川出版社、1999年）
- 『日中律令制の諸様相』 （東方書店、 2002年 ）
- 『太宰府市史 古代資料編』（太宰府市、2003年）
- 『太宰府市史 通史編I』（太宰府市、2005年）

## 論文
- 坂上康俊